# Vestul Sălbatic

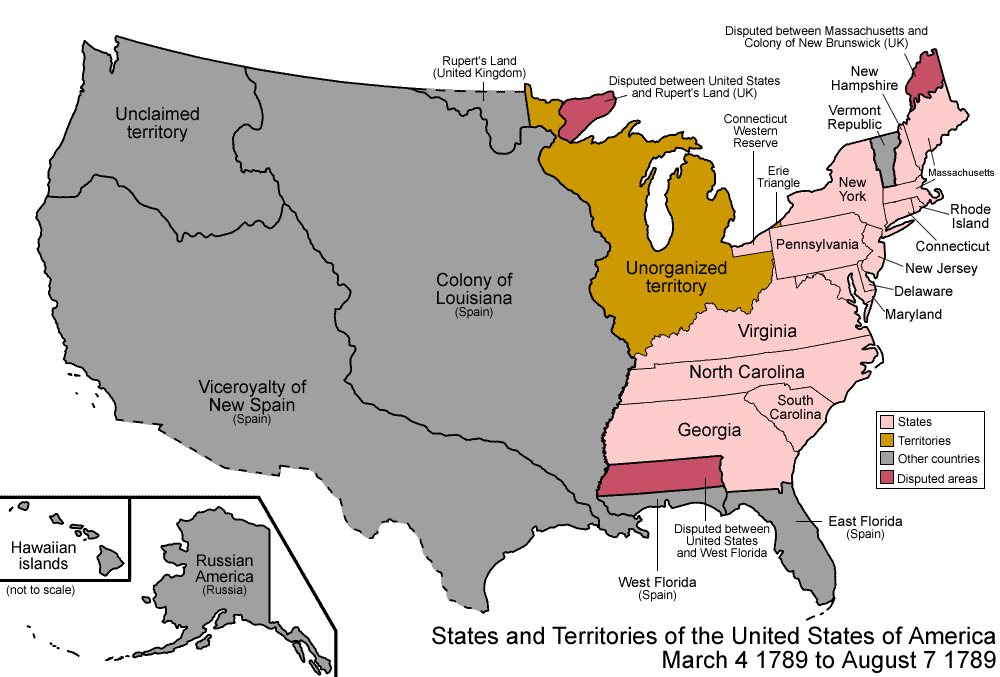
Harta teritoriilor americane între martie 1789 și august 1789

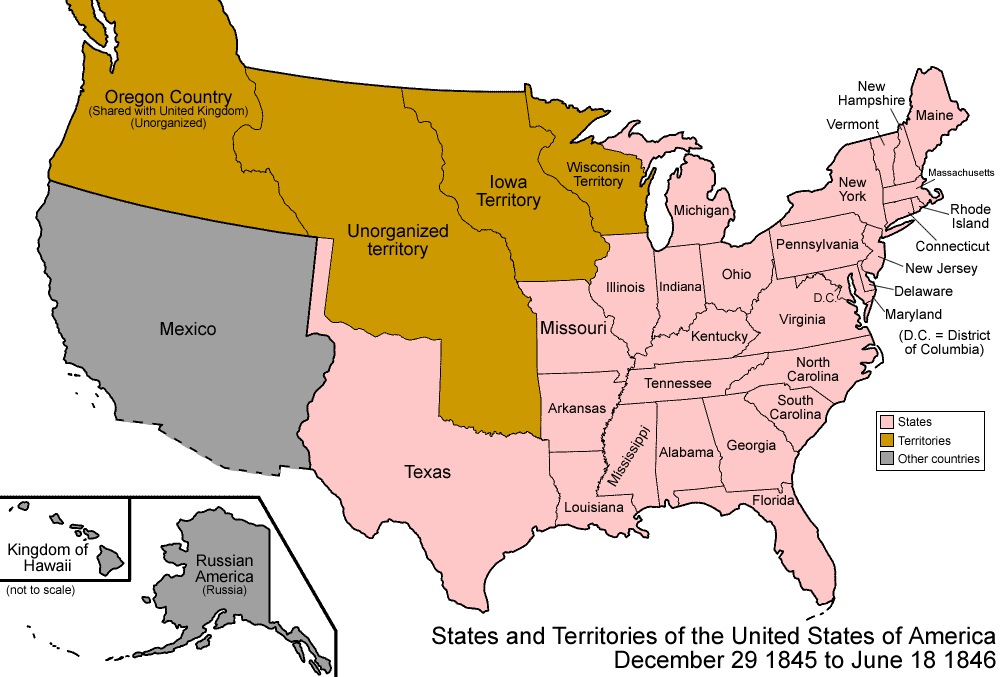
Harta teritoriilor americane între decembrie 1845 și iunie 1846

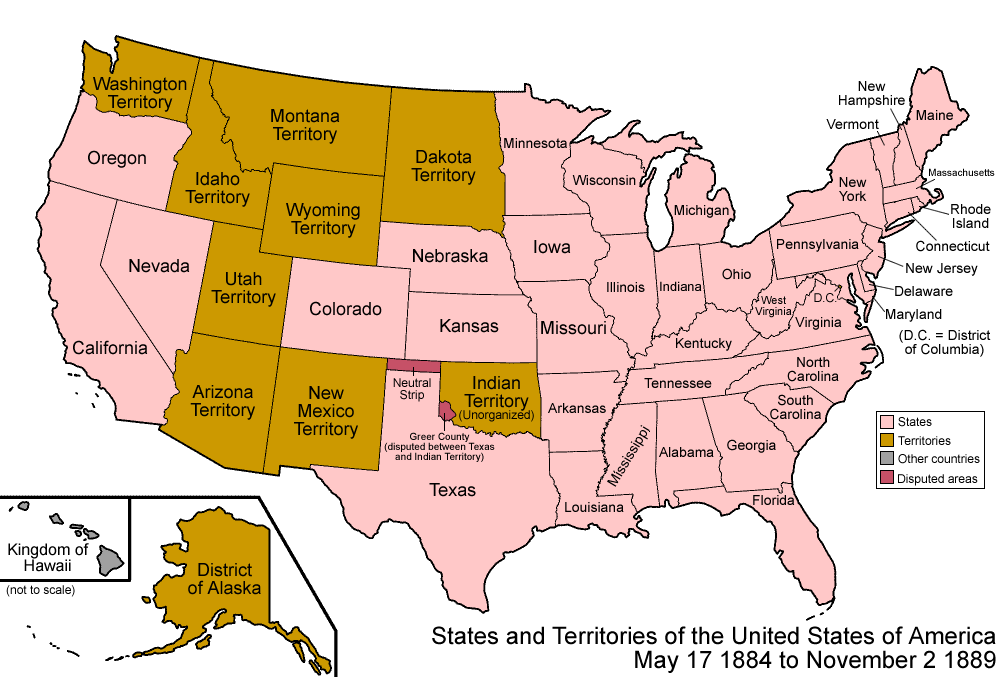
Harta teritoriilor americane între 1884 și 2 noiembrie 1889. La 17 mai 1884, Departamentul Alaska a devenit Districtul Alaska, iar la 2 noiembrie 1889, Teritoriul Dakota a fost împărțit în statele Dakota de Nord și Dakota de Sud.

Vestul Sălbatic (engleză Far West, Wild West sau Old West) este un termen care desemnează zonele de frontieră americane în perioada 1600–1900. Acest termen este popular în zonele vestice ale Statelor Unite ale Americii.
Prin tratate cu națiuni străine și popoare indigene, compromisuri politice, inovație tehnologică, cucerire militară, stabilirea legilor și ordinii, precum și a marilor migrații ale străinilor, Statele Unite s-au extins de la coastă la coastă (Oceanul Atlantic-la-Oceanul Pacific) îndeplinindu-și credința în „destinul manifestat”. În asigurarea și gestionarea Vestului, guvernul federal american și-a extins foarte mult competențele, în calitate de națiune, crescând de la o socializare agrară la o națiune industrializată. De la prima promovare de stabilire și exploatare a ținutului, de la sfârșitul secolului al XIX-lea, guvernul federal a devenit un reprezentat sindical al spațiilor deschise rămase. Astfel, vechiul Vest al Americii a trecut în istorie, miturile vestului fiind ținute ferm în imaginația americanului și a străinilor deopotrivă.

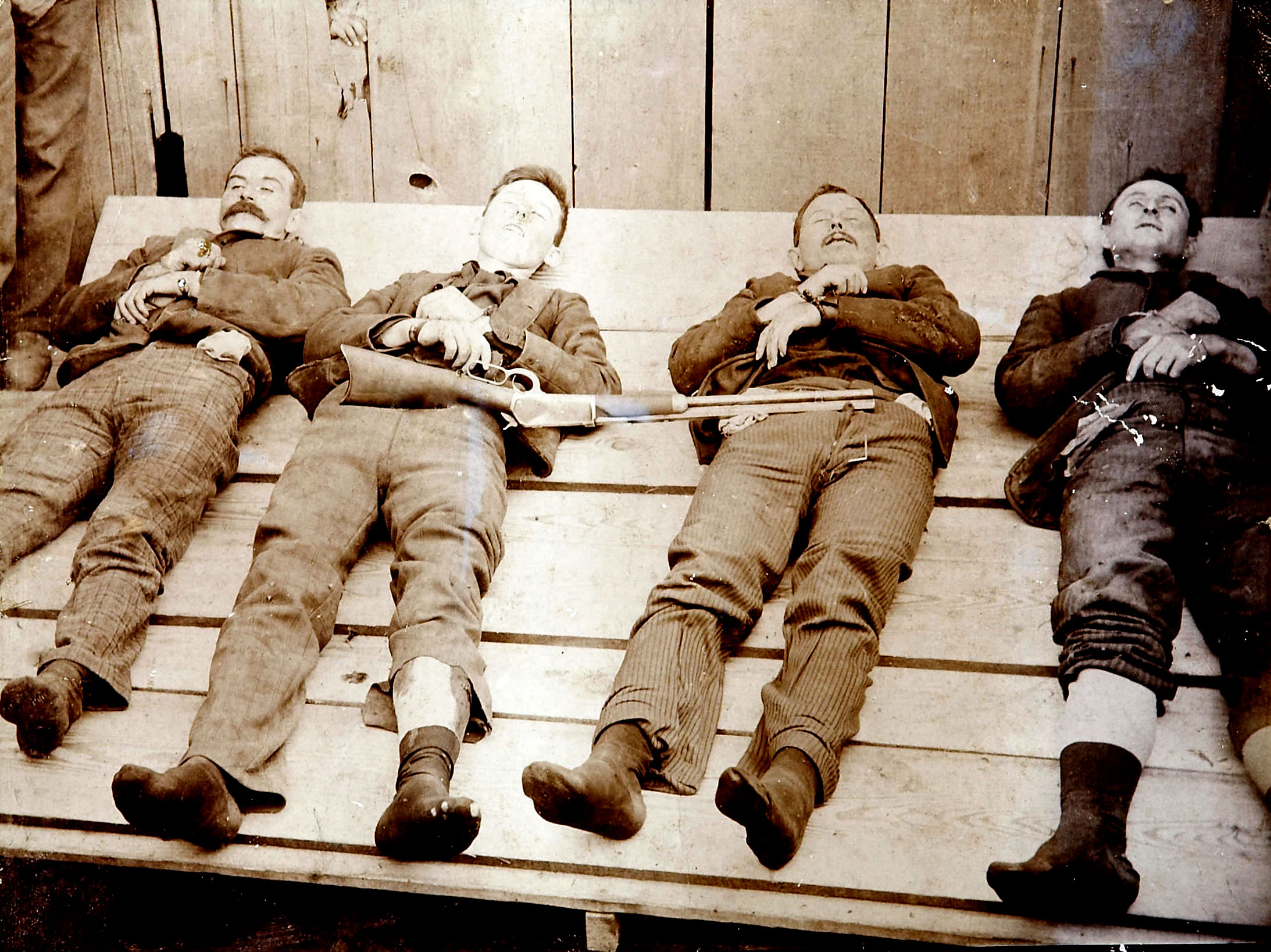
Sfârșitul găștii Dalton – 5 octombrie 1892, Kansas

Termenul a fost popularizat în literatura de specialitate și în genurile de film occidentale. Imaginea creată asupra acestei regiuni este o luptă continuă între indieni, cowboy, vânători cu capcane și coloniști. Această imagine este semnificativ diferită de realitate, dar există, însă, câteva asemănări. Una dintre problemele Vestului Sălbatic a fost dusă de administrația Statelor Unite ale Americii care încerca să determine respectarea regulilor în acea regiune.
Într-un sens de o mai mare complexitate, termenul „vestul sălbatic” înseamnă o situație de non-conformitate, încălcarea legilor, violență și încălcarea regulilor de către bande criminale sau persoane obișnuite.